# Ванкувер Джайентс
«Ванкувер Джайентс» (англ. Vancouver Giants) — молодёжный хоккейный клуб из города Лэнгли, провинция Британская Колумбия, Канада. Выступает в Западной хоккейной лиге (WHL). Команда была основана в 2001 году и выиграла один Кубок Эда Чиновета в 2006 году и один Мемориальный кубок в 2007 году. Их домашним стадионом был «Пасифик Колизиум» в Ванкувере, Британская Колумбия, стадион, ранее использовавшийся клубом Национальной хоккейной лиги (НХЛ) «Ванкувер Кэнакс». С сезона 2016–17 команда переехала в «Лэнгли Ивентс Центр» в городке Лэнгли, в восточной части округа Метро-Ванкувер.